# Coppa dell'Imperatore 1978
La Coppa dell'Imperatore 1978 (第58回天皇杯全日本サッカー選手権大会?, Dai 58-kai Tennōhai Zen Nippon Sakkaa Senshuken Taika) è stata la cinquantottesima edizione della coppa nazionale giapponese di calcio.

## Formula
Rimane invariata la formula con gare ad eliminazione diretta, introdotta nella 1972.
Partecipano i dieci club iscritti alla prima divisione della Japan Soccer League, più diciotto squadre scelte secondo criteri geografici.
Le squadre detentrici del torneo e del titolo nazionale sono qualificate automaticamente al secondo turno.

## Squadre partecipanti
Japan Soccer League
- Mitsubishi HI
- Hitachi
- Yanmar Diesel
- Fujita Kogyo
- Furukawa Electric
- Nippon Steel
- Toyo Kogyo
- Nippon Kokan
- Fujitsu
- Yomiuri

Squadre regionali
- Fukuoka Daigaku (Kyūshū)
- Gonohe Yakuba (Tohoku)
- Honda Motor (Tokai)
- Hosei Daigaku (Kantō)
- Kyūshū University (Kyūshū)
- Mazda Auto Hiroshima (Chūgoku)
- Nissei Plastic Ind. (Koshinetsu)
- Osaka Keidai (Kansai)
- Osaka Shodai (Kansai)
- Saitama Teachers (Kantō)
- Sapporo University (Hokkaidō)
- Sumitomo Metals (Kantō)
- Tanabe Pharma (Kansai)
- Teijin (Shikoku)
- Toyota Motors (Tokai)
- Waseda Daigaku (Kantō)
- Yomiuri (Kantō)

## Date
| Turno            | Data             |                 |
| ---------------- | ---------------- | --------------- |
| Primo turno      | 24 dicembre 1978 |                 |
| Primo turno      | 25 dicembre 1978 |                 |
| Quarti di finale | 27 dicembre 1978 |                 |
| Semifinali       | 30 dicembre 1978 |                 |
| Finale           | 1º gennaio 1979  | 1º gennaio 1979 |

## Risultati

### Primo turno
| Squadra 1        | Risultato      | Squadra 2            |
| ---------------- | -------------- | -------------------- |
| Yanmar Club      | 4 - 1 (d.t.s.) | Mazda Auto Hiroshima |
| Fujitsu          | 4 - 0          | Kyūshū University    |
| Nippon Kokan     | 4 - 0          | Osaka Shodai         |
| Yanmar Diesel    | 6 - 0          | Osaka Shodai         |
| Fukuoka Daigaku  | 4 - 0          | Nissei Plastic Ind.  |
| Tanabe Pharma    | 2 - 1          | Teijin               |
| Gonohe Yakuba    | 1 - 5          | Hosei Daigaku        |
| Honda Motor      | 2 - 1          | Kokushikan Daigaku   |
| Sumitomo Metals  | 0 - 1          | Furukawa Electric    |
| Nippon Steel     | 1 - 3          | Sapporo University   |
| Saitama Teachers | 1 - 3          | Yomiuri              |
| Toyota Motors    | 0 - 1          | Waseda Daigaku       |

### Secondo turno
| Squadra 1          | Risultato      | Squadra 2           |
| ------------------ | -------------- | ------------------- |
| Yanmar Club        | 1 - 5          | Fujita Kogyo        |
| Nippon Kokan       | 0 - 1          | Fujitsu             |
| Yanmar Diesel      | 7 - 1          | Nissei Plastic Ind. |
| Toyo Kogyo         | 3 - 2          | Tanabe Pharma       |
| Hitachi            | 2 - 1 (d.t.s.) | Hosei Daigaku       |
| Honda Motor        | 0 - 3          | Furukawa Electric   |
| Sapporo University | 2 - 0          | Yomiuri             |
| Waseda Daigaku     | 1 - 3          | Mitsubishi HI       |

### Quarti di finale
| Squadra 1          | Risultato                     | Squadra 2         |
| ------------------ | ----------------------------- | ----------------- |
| Fujitsu            | 0 - 3                         | Fujita Kogyo      |
| Yanmar Diesel      | 2 - 2 (d.t.s.) 2 - 4 (d.c.r.) | Toyo Kogyo        |
| Hitachi            | 1 - 1 (d.t.s.) 3 - 5 (d.c.r.) | Furukawa Electric |
| Sapporo University | 0 - 5                         | Mitsubishi HI     |

### Semifinali
| Squadra 1     | Risultato      | Squadra 2         |
| ------------- | -------------- | ----------------- |
| Fujita Kogyo  | 0 - 3          | Toyo Kogyo        |
| Mitsubishi HI | 1 - 0 (d.t.s.) | Furukawa Electric |

### Finale
| Tokyo 1º gennaio 1979                          | Mitsubishi HI | 1 – 0 | Toyo Kogyo | National Stadium |
| \| \| \| \| \| Takahara 58’ \| Marcatori \| \| |               |       |            |                  |
|                                                |               |       |            |                  |
| Takahara 58’                                   | Marcatori     |       |            |                  |

| Mitsubishi HI | Toyo Kogyo |

#### Formazioni
| Mitsubishi HI   |    |                     |  |          |
|                 |    |                     |  |          |
| P               | 1  | Mitsuhisa Taguchi   |  |          |
| D               | 3  | Kazuo Saitō         |  |          |
| D               | 5  | Hiroshi Ochiai      |  |          |
| D               | 2  | Satoru Kawashima    |  |          |
| D               | 6  | Hisao Suzuki        |  |          |
| C               | 11 | Mitsunori Fujiguchi |  |          |
| C               | 14 | Masatoshi Matsunaga |  |          |
| C               | 19 | Noboru Nagao        |  |          |
| A               | 12 | Mitsuo Katō         |  |          |
| A               | 21 | Kazuo Ozaki         |  |          |
| A               | 13 | Ikuo Takahara       |  | Uscita   |
| A disposizione: |    |                     |  |          |
| A               | 10 | Hisao Sekiguchi     |  | Ingresso |
| Allenatore:     |    |                     |  |          |
| Kenzō Yokoyama  |    |                     |  |          |

| Toyo Kogyo      |   |                    |        |          |
|                 |   |                    |        |          |
| P               | - | Yohei Ando         |        |          |
| D               | - | Tsuyoshi Kotaki    |        |          |
| D               | - | Hideo Ohara        |        |          |
| D               | - | Haruo Kotaki       |        |          |
| D               | - | Nobuo Wamura       |        |          |
| C               | - | Yoshiichi Watanabe |        |          |
| C               | - | Atsuyoshi Furuta   |        |          |
| C               | - | Teruhiro Miyazaki  | Uscita |          |
| A               | - | Shigetomi Nakano   |        |          |
| A               | - | Minoru Yamade      |        |          |
| A               | - | Shinichi Yasuhara  |        |          |
| A disposizione: |   |                    |        |          |
| C               | - | Katsuyuki Kawachi  |        | Ingresso |
| Allenatore:     |   |                    |        |          |
| Aritatsu Ogi    |   |                    |        |          |